# Wakkerendijk 94
Wakkerendijk 94 is een rijksmonument aan de Wakkerendijk in Eemnes in de provincie Utrecht.
De langhuisboerderij heeft een lage topgevel met vlechtingen gemetseld en 9-ruitsschuiframen. Het bouwjaar 1865 is met muurankers aangebracht in de voorgevel. In de bepleisterde linkergevel is een erker aangebouwd.